# Locomotora Climax

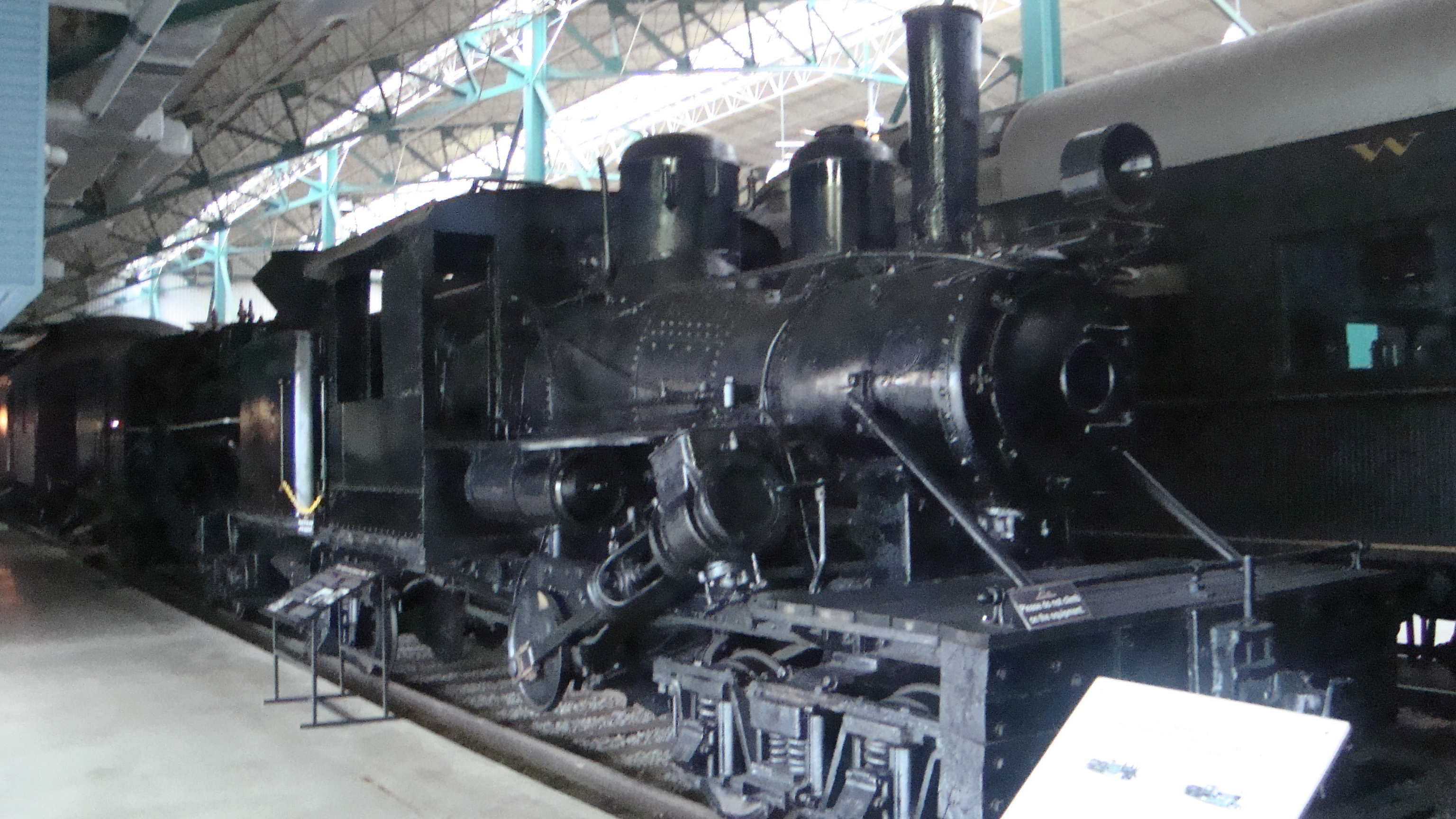
Pequeña locomotora Climax Clase B propiedad de la Oregon Lumber Company

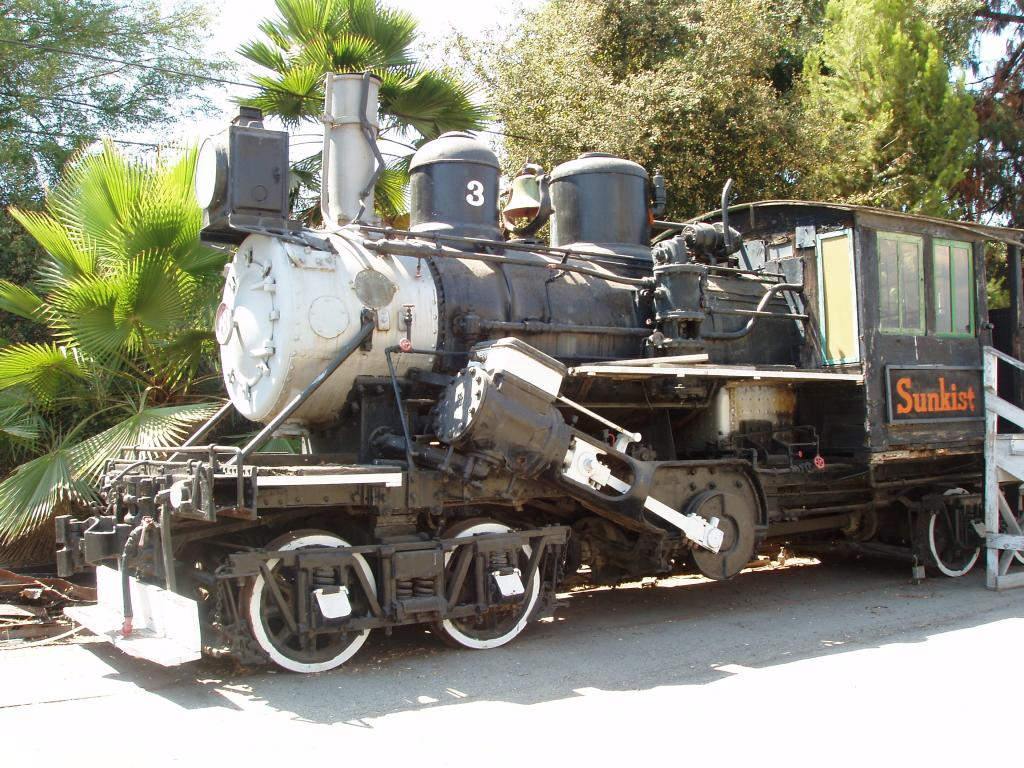
Climax Clase C Número 3 de la Compañía Productora de Frutas en exhibición en Fairplex, Pomona, California

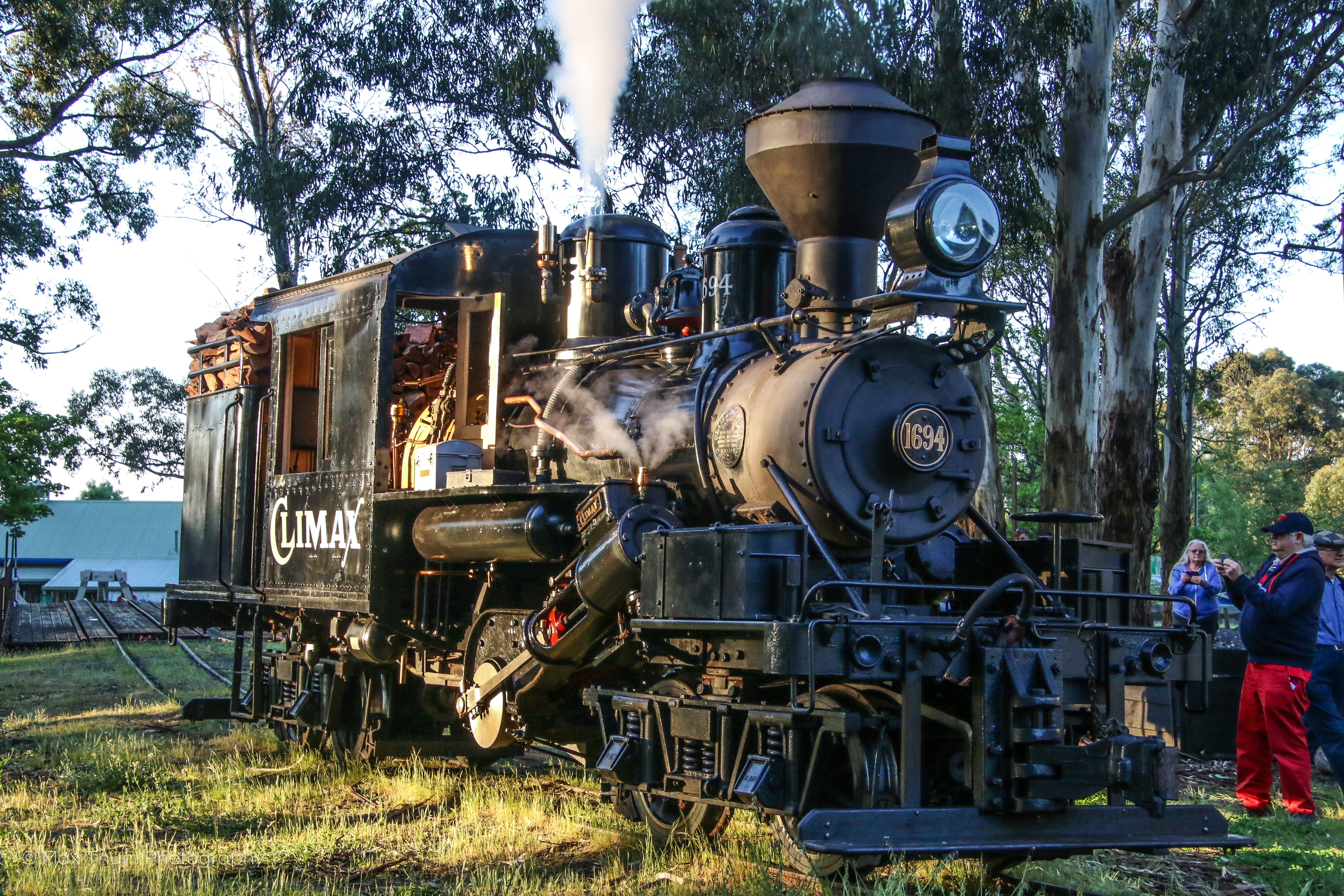
Climax 1694 en Emerald (Victoria) preparándose para un viaje contratado

Una locomotora Climax es un tipo de locomotora de vapor con engranajes en la que los dos cilindros están unidos a una transmisión ubicada debajo del centro de la caldera. Esta transmisión acciona los bogies delantero y trasero. 

## Invención y producción
La invención de la locomotora Climax se atribuye a Charles D. Scott, quien dirigió un ferrocarril forestal cerca de Spartansburg, Pensilvania, entre 1875 y 1878. Scott, un leñador de considerable ingenio mecánico, se propuso producir una locomotora forestal mejorada de su propio diseño, y llevó sus planos a la cercana Climax Manufacturing Company en Corry, Pensilvania. Las primeras cuatro locomotoras Climax fueron construidas y entregadas en 1888. La patente de diseño se presentó en febrero del mismo año y se otorgó en diciembre. La invención no fue patentada a nombre de Scott, ya que solo tenía una educación limitada, por lo que dejó los planos a su cuñado George D. Gilbert, que era ingeniero civil de profesión y trabajaba para Climax. Gilbert hizo patentar el invento en su nombre sin mencionar a Scott.

### Patente de Gilbert

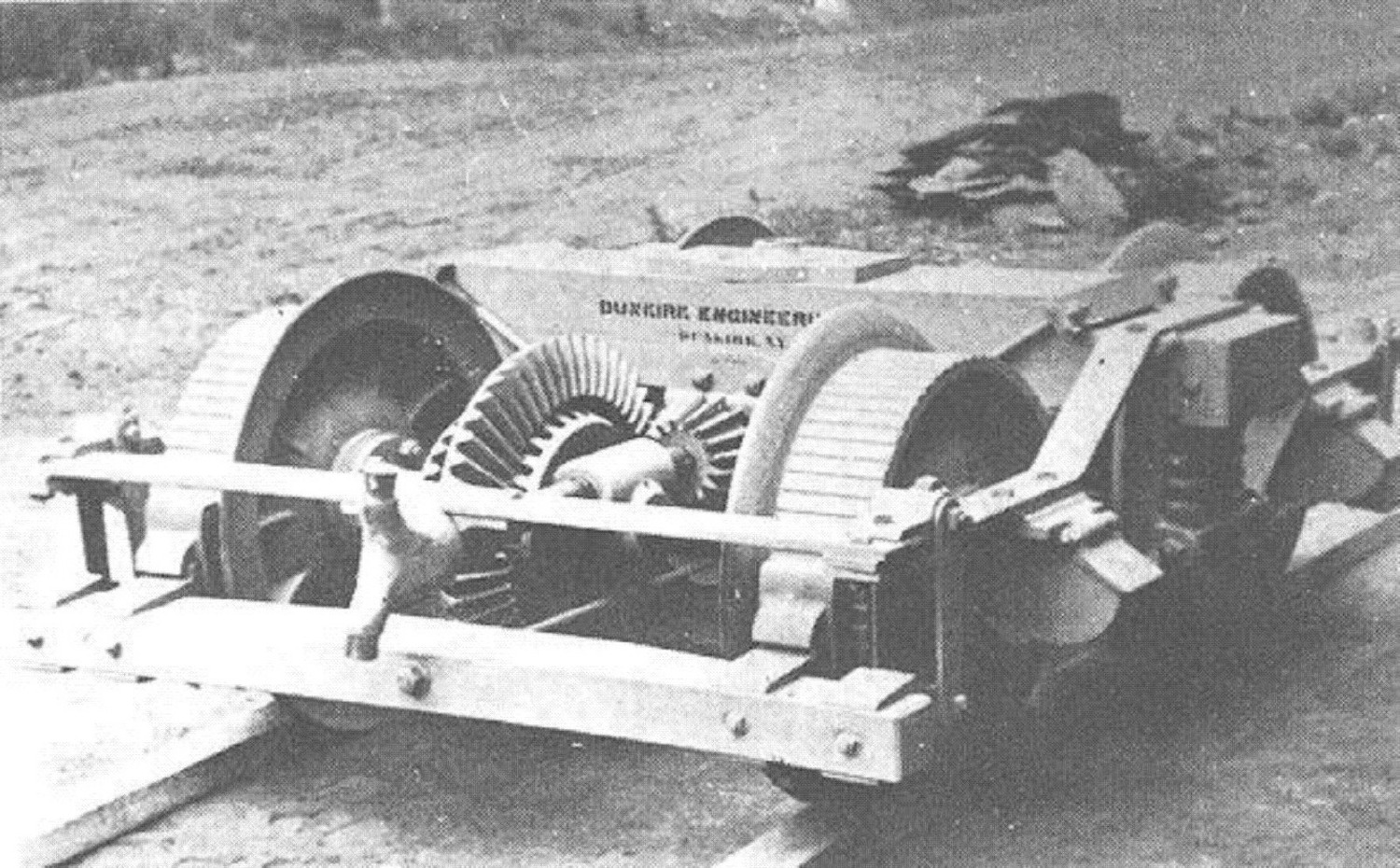
Bogie con diferencial propuesto por Gilbert, que solo se utilizó en las primeras locomotoras Climax

La patente de Gilbert especificaba una máquina de vapor dispuesta verticalmente de dos cilindros (de tipo marítimo), una transmisión de 2 velocidades y una transmisión en el bastidor que pasaba justo por encima de los centros de los ejes. El diferencial patentado para transferir la potencia del eje de transmisión a las ruedas solo se usó en las primeras locomotoras Climax. De manera similar al procedimiento utilizado en los automóviles, la fuerza se transfirió a las dos ruedas de un eje por separado, con una rueda firmemente conectada al eje del juego de ruedas y la otra rueda pudiendo girar libremente en un manguito alrededor del eje. La idea de las transmisiones diferenciales era reducir la resistencia en curvas cerradas, permitiendo que una rueda gire con menos revoluciones que la del otro extremo del eje. El diseño no resultó viable, ya que cuando se llega al límite de adherencia entre rueda y carril, se ejerce menos esfuerzo de tracción que con las locomotoras que usan juegos de ruedas rígidos.

### Patente de Battles

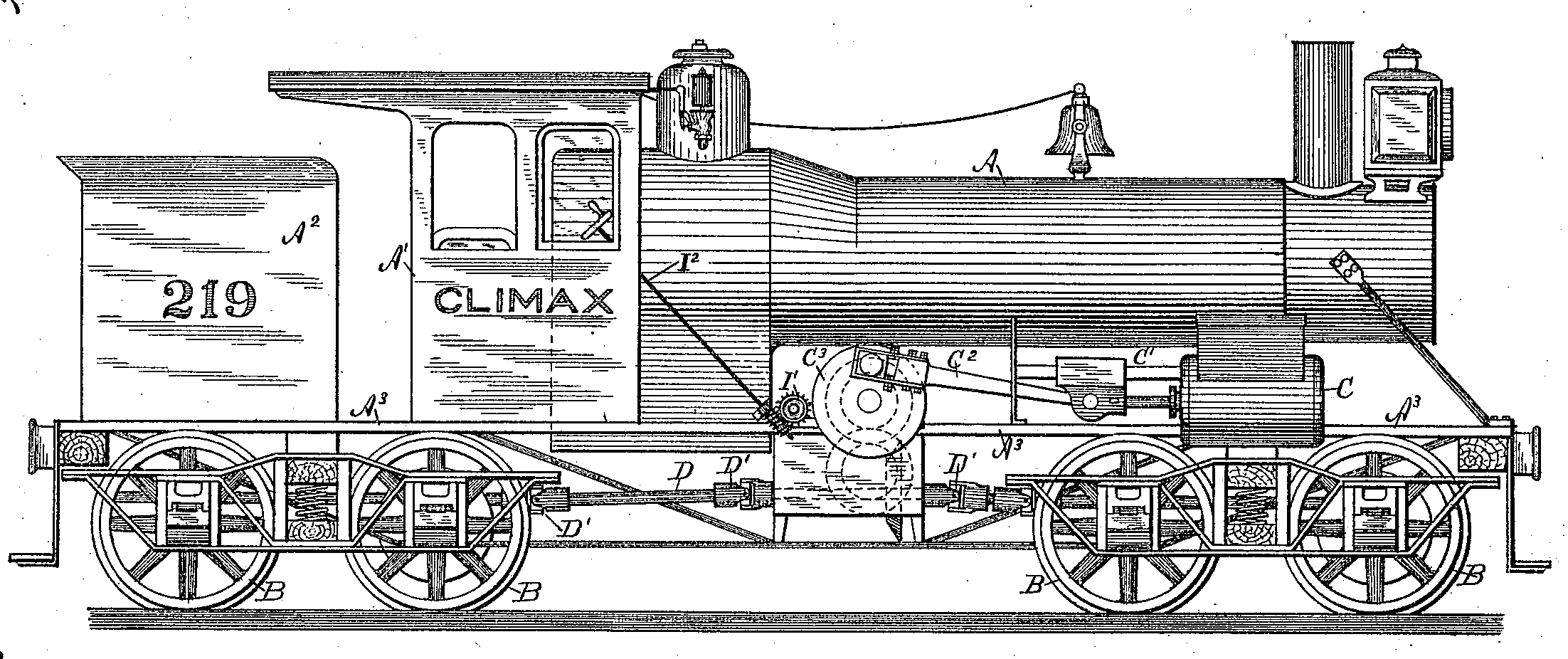
Fig. 1 de la patente de los Estados Unidos 455154 de Battles que muestra el prototipo de la locomotora Climax Clase B

Rush S. Battles patentó el diseño básico de la transmisión sin el diferencial, utilizando engranajes cónicos hipoides simples para impulsar juegos de ruedas normales. A diferencia del diseño Heisler posterior, algo similar, no había barras laterales en los bogies y todo el engranaje estaba abierto, expuesto a los elementos. 
Una patente adicional de 1891 describe una locomotora con cilindros horizontales conectados al eje de transmisión a través de un sistema de engranajes de dos velocidades. La patente de Battles describe el diseño central que se convirtió en la Climax Clase B, y sus ilustraciones de patentes muestran el nombre Climax estampado en la cabina de la locomotora. 

### Patente de Scott
Charles D. Scott, quien previamente había propuesto una locomotora de vapor con engranajes menos exitosa, presentó una demanda contra Gilbert y Battles y solicitó una patente en su propio nombre, que se le otorgó el 20 de diciembre de 1892 después de una larga disputa legal. Pero la demanda dejó a Scott sin dinero porque apenas podía beneficiarse de la invención. 
La patente de Scott muestra la disposición de la máquina de vapor, la caldera y la caja de cambios de dos velocidades de acuerdo con la patente de Gilbert mientras que la transmisión sin caja de cambios diferencial se describió de acuerdo con la patente de Battles. La patente de Scott corresponde al diseño más común de las locomotoras Climax Clase A. 
En 1893, Scott propuso una locomotora de vapor con engranajes, en la que el bastidor de la caldera estaba articulado con el bastidor del ténder. El tren de rodaje debajo de la caldera estaba firmemente conectado, y era impulsado por cilindros laterales comunes y bielas laterales. Debajo del ténder había un bigie similar al de las locomotoras Climax impulsadas por un eje central, que tomaba la energía del eje delantero de la locomotora a través de un engranaje cónico hipoide. Por primera vez, el diseño usó transmisiones de eje cerrado con carcasas que también contenían el lubricante, protegiendo el engranaje y las cajas de grasa.

### Producción
Todas las locomotoras Climax fueron construidas por Climax Manufacturing Company (más tarde renombrada como Climax Locomotive Works), de Corry, Pensilvania. Además, se estableció una agencia y un centro de servicio en Seattle, Washington, para vender y mantener locomotoras para los compradores de la costa oeste. La producción comenzó en 1888 y la última locomotora Climax se produjo en 1928. Se construyeron entre 1000 y 1100 unidades. 

### Fiabilidad
Muchos madereros consideraron que la Climax era superior a la Shay en cuanto a capacidad de transporte y estabilidad, particularmente en una locomotora más pequeña. Esto se debía a su disposición de bogie totalmente suspendido: la locomotora Shay no tenía muelles en el bogie en el lado de la transmisión, y por lo tanto, no era capaz de compensar por completo los giros de las vías. La conducción en las grandes locomotoras Climax de la clase C era característicamente incómodo para la tripulación, ya que el desequilibrio de la gran transmisión solo podía compensarse a una determinada velocidad.

## Clases
Las Climax se construyeron en tres clases distintas: 

### Clase A
Presentaban una unidad de motor de vapor con dos cilindros verticales montados en el centro de la locomotora. Las Climax Clase A tenían un bastidor similar a un vagón plataforma con una carrocería de madera construida para proteger a la tripulación y el combustible de los elementos. La mitad delantera de la locomotora contenía la caldera. En los modelos más pequeños solía ser una caldera vertical, mientras que en los más grandes se empleó una caldera en T. Las Clímax de la Clase A eran pequeñas locomotoras, generalmente de menos de diecisiete toneladas. A diferencia de las locomotoras Heisler y Shay, tenían cajas de cambio de dos velocidades. 

### Clase B
Con un aspecto más parecido a una locomotora de vapor convencional, la Climax Clase B tenía los cilindros a ambos lados de la caldera, lo que le permitía ser más larga y más grande que con la disposición de la Clase A. Los dos cilindros conducían un eje transversal que estaba orientado al eje de transmisión longitudinal situado en el centro; En las primeras Climax de la Clase B, los cilindros eran horizontales y apuntaban hacia adelante, mientras que los modelos posteriores tenían los cilindros en ángulo hacia arriba, a unos 30 grados con respecto a la horizontal. Las Clímax de la Clase B pesaban aproximadamente 17 toneladas como mínimo, a un máximo de aproximadamente 60 toneladas. 

### Clase C
Una máquina de la Clase C era un diseño de tres bogies, el tercer bogie motorizado adicional estaba situado debajo de un ténder de transporte de agua articulado a la locomotora. Esto permitía que la locomotora operara por períodos de tiempo más largos antes de tener que detenerse para recargar agua. Todas las locomotoras de la Clase C tenían cilindros inclinados. 

## Máquinas preservadas
Aproximadamente 17 locomotoras Climax sobreviven en América del Norte, de las cuales unas cinco están en funcionamiento. 
- Dos sobreviven en Australia: la n.º 1694, restaurada y operativa desde el 8 de septiembre de 2013, en el Ferrocarril Puffing Billy, en Belgrave,[9] y la n.º 1653, en exhibición en Hobart, Tasmania.[10]

- Las Clímax conservadas en Nueva Zelanda son la n.º 522, almacenada en Tokomaru, la n.º 1203, almacenada en el Parque Shantytown Heritage, cerca de Greymouth, la n.º 1317, restaurada para su exhibición estática en Te Awamutu, y la n.º 1650, a partir de 2013 siendo restaurada en Pukemiro. Por lo tanto, se conservan cuatro de las siete locomotoras Climax importadas a Nueva Zelanda.

- En los Estados Unidos, la locomotora Climax n.º 9 en el Parque Estatal del Ferrocarril Panorámico de Cass en West Virginia está operativa, y se utiliza junto con las Shay para impulsar las excursiones regulares por la montaña Cheat de mayo a noviembre.[11]

El Ferrocarril Central de White Mountain ubicado en la Interestatal 93 en Lincoln, New Hampshire, utiliza la Climax # 6 como su locomotora principal.

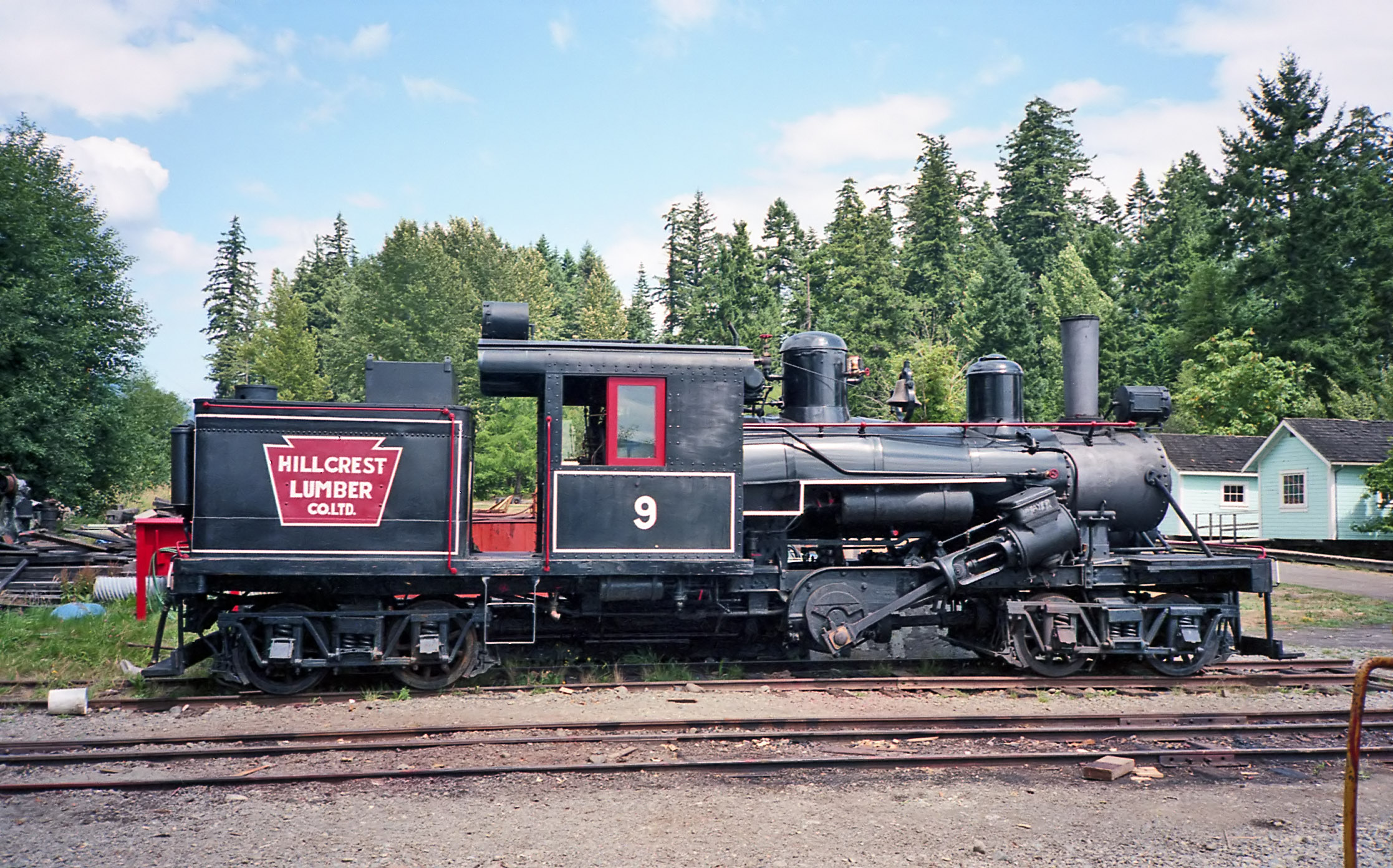
Hillcrest Lumber Co. n.º 9, conservada en el Centro Forestal Discovery de Duncan, Columbia Británica

El tren "Durbin Rocket", del Ferrocarril de Durbin y Greenbrier Valley en Durbin, Virginia Occidental, es impulsado por una Climax en sus excursiones regulares.
El Museo Histórico Corry en Corry, Pensilvania, exhibe una Climax en su propia sala dentro del museo, con la locomotora sobre una sección de la vía. El museo está abierto de 14:00 a 16:00 los fines de semana desde Memorial Day hasta Labor Day, y la entrada es gratuita.
Una locomotora Climax restaurada se exhibe en el Museo del Ferrocarril de Pensilvania, ubicado en Strasburg. Se muestra junto a una locomotora Heisler y a una locomotora Shay, que también están completamente restauradas, aunque no están en condiciones de funcionar.
Una Climax Clase B se conserva en los terrenos de la Escuela Forestal Biltmore en Carolina del Norte.
La Hillcrest Lumber Co. # 10, la locomotora más grande, que pesa 70 toneladas, ya está operativa en el Ferrocarril Panorámico del Monte Rainer en Elbe, Washington.
- Dos locomotoras Climax se conservan en Canadá, ambas en el Centro Forestal Discovery de Duncan, Columbia Británica. La Shawnigan Lake Lumber Co. n.º 2 es una locomotora Climax Clase B de 25 toneladas, construida en 1910 como el número de serie 1057.[14] La Hillcrest Lumber Co. n.º 9 es una máquina de la Clase B más grande (de 50 toneladas) fabricada en 1915, con el número de serie 1359.[15]

## Conversiones
Varias Climax, especialmente de la Clase A, se convirtieron más tarde con motores diésel o de gasolina, y algunas todavía se conservan de esta forma, utilizando el bastidor y el mecanismo de accionamiento originales.

## En la ficción
- En la serie animada de televisión Thomas & Friends, el personaje de Ferdinand se basa en la locomotora Climax de la Clase C.[17]